# Éowyn

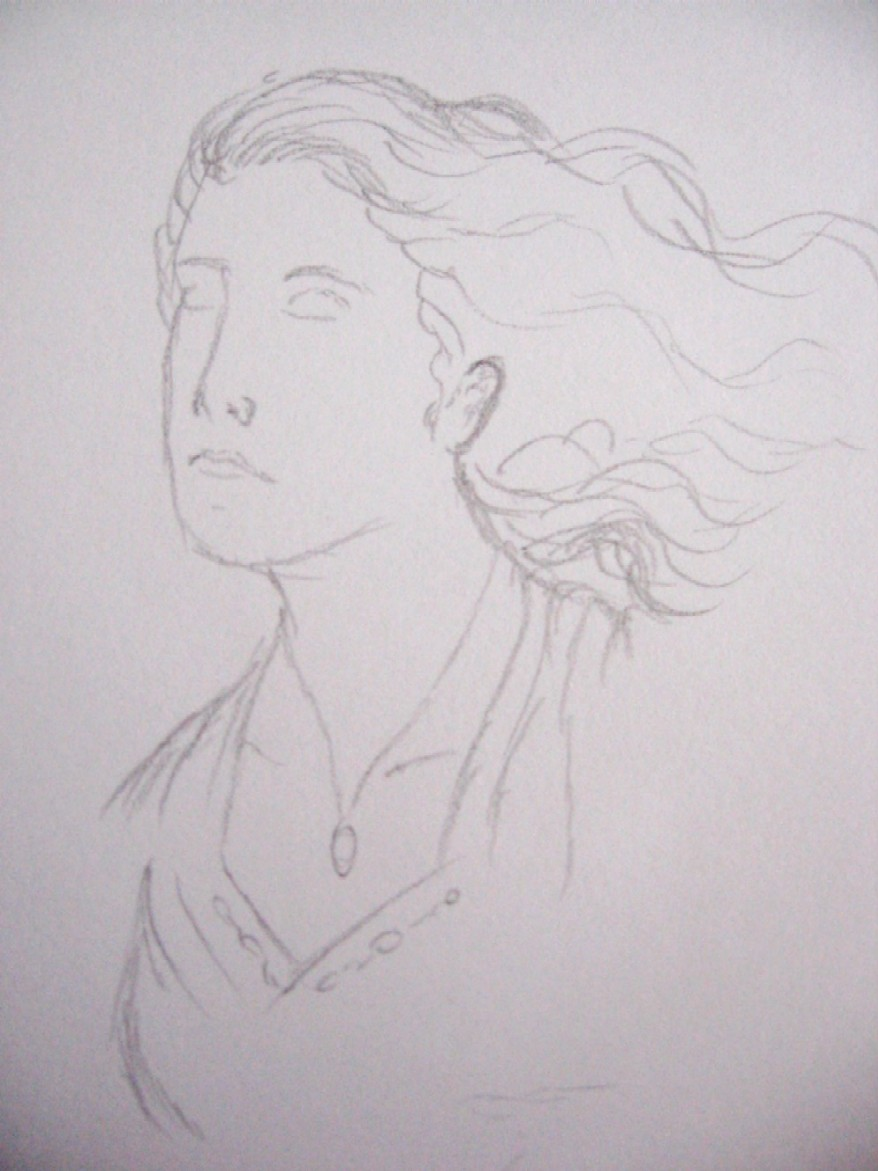
Éowyn na obrázku

Éowyn, fiktivní postava z trilogie Pán prstenů od J. R. R. Tolkiena, známá také jako Rohanská štítonoška, Bílá paní z Rohanu, je neobvykle krásná světlovlasá dívka, vdaná za Faramira, kapitána Gondoru. Jediná dcera Éomunda a Théodwyn, sestra Éomera Šťastného. Je Dcerou králů, možná proto se jeví jako chladná, vážná a nepřístupná. Éowyn byla stejně jako její bratr Éomer pojmenována po prvním králi Rohanské marky, Eorlu Mladém. Celé její jméno lze volně přeložit jako „ta, která našla zalíbení v koních“. Narodila se roku 2995 Třetího věku.
Na této mladé ženě nejvíce zaujme její rozhodnost, odhodlanost a odvaha. Dlouho žila v Meduseldu a zasvětila své mládí péči o krále Théodena. Stále víc se jí do mysli zažírala jedovatá slova Grímy Červivce, který ji sváděl ke zrazení rodu. Toužila po volnosti, po rovnosti s muži a po hrdinských činech. Nebála se smrti ani bolesti, ale klece, kterou pro ni představovala výchova dětí, starost a péče o nemocné. Už od mala ji učili zacházet s mečem a jezdit na koni, a v tomto ohledu se vyrovná i svému bratrovi Éomerovi. Ovšem vždy, když byla šance k boji, poslali ji s lidmi do bezpečí, aby se o ně postarala. Vše se změnilo po bitvě u Helmova Žlebu. Odjela s vojskem Rohirů v mužském převlečení, pod přezdívkou Dernhelm do Gondoru k Minas Tirith a po boku Smíška se zúčastnila bitvy, kde zabila Pána nazgûlů – kterého nemohl zabít žádný muž. Později byla v Marce známá také jako „Paní štítové ruky“ (paže, jíž nesla štít, byla totiž zlomena palcátem Černokněžného krále.)
Éowyn se zamilovala do Aragorna, Isildurova dědice, ale její láska byla spíše obdiv, viděla v něm krále, obdivala jeho moudrost, odvahu a moc – a také se mu chtěla podobat. Po bitvě u Minas Tirith ale poznala Faramira, dědice správce Gondoru a mladšího bratra Boromira. Poté poznala pravou lásku. Uvědomila si, že ke štěstí nepotřebuje moc a slávu, ale stačí jí právě láska. Stala se poté léčitelkou, aby mohla pomáhat slabým a nemocným. Provdala se za Faramira a společně pak pobývali v kopcích Emyn Armen u Ithilienu. Zemřela roku 3045; spolu s Faramirem měla pět dětí.
Aragorn nazýval Éowyn „Dcerou králů“. Tento rodokmen jeho slova vysvětluje. Éowynina matka Théodwyn byla nejmladší dcerou krále Thengela. Stejně jako její bratr Éomer byla právoplatným dědicem všech jeho královských předků, včetně Eorla Mladého, který založil Rohan více než před pěti stoletími.